# قدس (روستا)
قَدَس (همچنین کاداسا؛ عربی: قدس) یک روستای فلسطینی واقع در ۱۷ کیلومتری شمال شرق صفد بود که در جریان جنگ اعراب و اسرائیل در سال ۱۹۴۸ خالی از سکنه شد. قدَس یکی از هفت روستای مسلمان شیعه بود که در محدوده فلسطین تحت قیمومیت بریتانیا و در مجاورت نبی یوشع، در نزدیکی شهر باستانی کتاب مقدس کدش قرار داشت. روستای قدَس دارای چشمه‌های طبیعی بسیاری بود که منبع آب روستا و معبدی رومی بود که قدمت آن به قرن دوم میلادی بازمی‌گردد.

## تاریخ

### دوره باستان
قدَس در نزدیکی تل کدش محل شهر باستانی کتاب مقدس کدش قرار داشت. کدش در کتاب یوشع به عنوان قلعه کنعانیان که توسط بنی‌اسرائیل فتح شده است ذکر شده است. بعدها به شهر پناهگاه قبیله نفتالی تبدیل شد. در قرن هشتم قبل از میلاد، در زمان سلطنت پقح، پادشاه اسرائیل، تیگلات-فیلسر سوم از امپراتوری آشور نو، کدش را تصرف کرد و ساکنان آن را به بین‌النهرین تبعید کرد.

### دوران باستان کلاسیک
در دوران باستان، کدش با نام قدَس شناخته می‌شد. در ۲۵۹ قبل از میلاد، کدش در پاپیروس‌های زنون ذکر شده است. طبق مکابیان اول، نبردی بین جاناتان مکابئوس و پادشاه سلوکی دیمیتریوس دوم نیکاتور در کدش روی داد.
به گفته یوسف فلاوی، پس از قتل‌عام یهودیان در قیصریه در سال ۶۶ پس از میلاد، آنها با حمله به یک سری شهرهای غیریهودی، از جمله قدَس، که در آن زمان تحت کنترل تیری‌ها بود، انتقام گرفتند. در طول جنگ اول یهود و روم، تیتوس اردوگاه خود را قبل از عزیمت برای نبرد با یوحنای گیشالا در آنجا مستقر کرد.
کاوش‌های باستان‌شناسی انجام شده در قدس نشان می‌دهد که این شهر در قرن دوم و سوم پس از میلاد رونق داشته است و یک مجموعه بزرگ معبد رومی در آنجا ساخته شده است.

### قرون وسطی
قدَس در قرن دهم میلادی، تحت حکومت خلافت اسلامی عباسی، شهری در جند الاردن (ناحیه اردن) بود. به گفته مقدسی در سال ۹۸۵، «قدَس شهر کوچکی در دامنه کوه بود. این «پر از چیزهای خوب» است. جبل عامل ناحیه ای است که در همسایگی آن قرار دارد. این شهر دارای سه چشمه است که مردم از آن آب می‌نوشند و در زیر شهر حمام دارند. مسجد در بازار است و در صحن آن درخت خرما است. آب و هوای این مکان بسیار گرم است. نزدیک قدَس دریاچه (حوله) است.»
ایشتوری هاپارچی، جهانگرد یهودی قرن چهاردهمی، دربارهٔ قَدَس نوشت: «حدود نیم روز از جنوب پانیاس، که در عربی بانیاس نامیده می‌شود، کِدِش است، در کوه نفتالی، و [اکنون] قدس نامیده می‌شود».

### دوران عثمانی
در سال ۱۵۱۷ قدَس پس از تصرف از دست ممالیک به امپراتوری عثمانی ملحق شد و تا سال ۱۵۹۶ تحت اداره ناحیه («فرعیه») تبنین تحت نظر سنجق صفد قرار گرفت. بر گندم، جو، زیتون، پنبه، باغات، کندوهای زنبور عسل و بزها و همچنین دستگاهی که انگور یا زیتون را فرآوری می‌کرد، مالیات می‌پرداخت.
ویکتور گورین در سال ۱۸۷۵ از این روستا بازدید کرد و مهم‌ترین خرابه‌های آنجا را شرح داد.
در سال ۱۸۸۱، در بررسی صندوق اکتشاف فلسطین از فلسطین غربی، قدَس به عنوان یک روستای سنگی توصیف شد که بر روی یک خط الراس واقع شده است. جمعیتی که بین ۱۰۰ تا ۳۰۰ نفر تخمین زده می‌شد به کشت درختان انجیر و زیتون می‌پرداختند. این بررسی همچنین خاطرنشان کرد که «شیعیان از قدَس به نزدیکی النبی یوشع رفتند تا نام یوشع بن نون را گرامی بدارند.

### دوران قیمومت بریتانیا
قدَس تا سال ۱۹۲۳ بخشی از لبنان تحت کنترل فرانسه بود، تا وقتی که مرزهای تحت کنترل بریتانیا در فلسطین مشخص شد که این روستا را نیز دربر می‌گرفت.
بارندگی و فراوانی چشمه‌ها به روستا اجازه داد تا اقتصاد کشاورزی پررونقی بر پایه غلات، میوه و زیتون توسعه دهد.
در سرشماری ۱۹۳۱ فلسطین که توسط مقامات قیمومیت بریتانیا انجام شد، قدَس ۲۷۳ نفر جمعیت داشت. ۱ مسیحی، ۲۷۲ مسلمان و در مجموع ۵۶ خانه.
در آمار روستایی سال ۱۹۴۵ در این روستا، مجموعاً ۵۷۰۹ دونوم زمین به غلات اختصاص داده شده بود و ۱۵۶ دونوم برای آبیاری یا باغات میوه استفاده می‌شد.

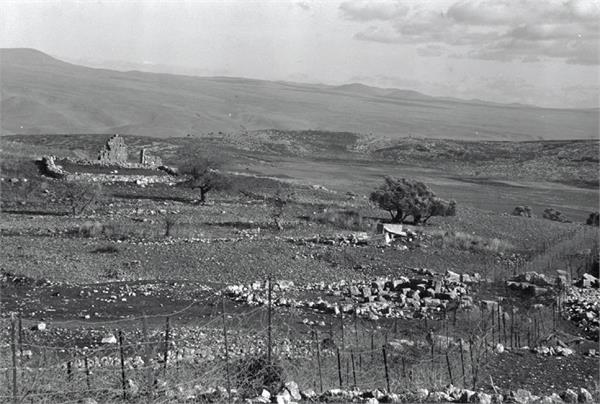
خرابه‌های قدَس در زمین روستا ۱۹۳۹

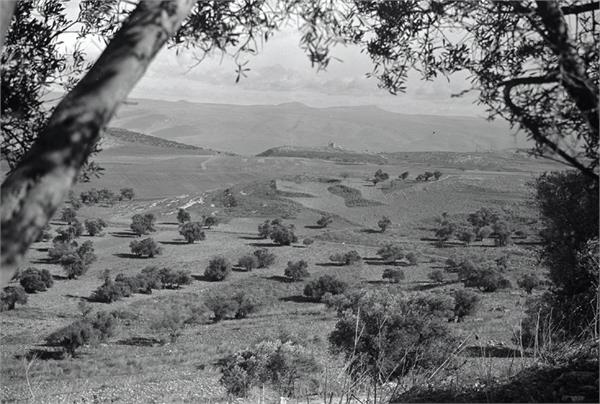
زمین روستای قدَس ۱۹۳۹

### جنگ ۱۹۴۸ و پیامدهای آن
قدَس در عملیات یفتاخ در ۲۸ مه ۱۹۴۸ توسط نیروهای اسرائیلی اشغال شد. ساکنان آن که مورد دفاع ارتش آزادی‌بخش عرب و ارتش لبنان بودند، تحت تأثیر سقوط یا خروج، از شهرهای مجاور فرار کردند.

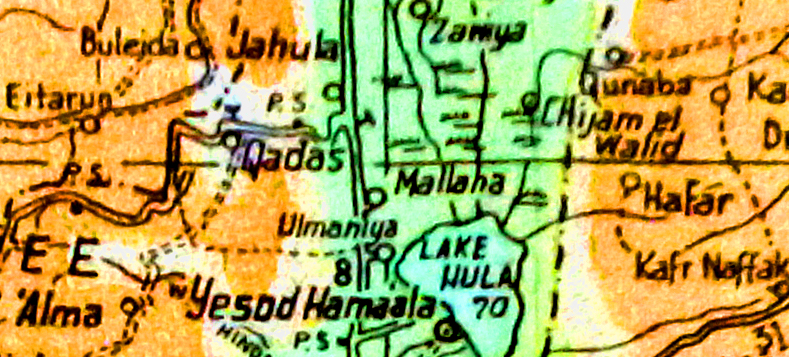
قدَس ۱۹۴۶

در ژوئن ۱۹۴۸، کیبوتص مناره نسبت به استفاده از زمین روستای تازه تخلیه‌شده قدَس، از دولت درخواست زمین کرد، زیرا برای محصولات زمستانی مناسب بود.
شهرک یفتخ در سال ۱۹۴۸ در شمال شرقی محل روستا در زمین‌های متعلق به قدَس ساخته شد. زمین روستا نیز مورد استفاده سکونتگاه‌های ملکیه، که در سال ۱۹۴۹ تأسیس شد، و راموت نفتالی، که در سال ۱۹۴۵ تأسیس شد، قرار می‌گرفت.
ولید خالدی بناهای باقی مانده از روستای سابق را در سال ۹۲ اینگونه توصیف کرد:
«سنگ‌های خانه‌های ویران شده بر روی محوطه حصارکشی شده پراکنده شده و چند دیوار نیمه تخریب شده نزدیک چشمه قابل مشاهده است. بخش مسطح زمین‌های اطراف با درختان سیب کاشته شده است. آب آشامیدنی دام‌ها را چشمه تأمین می‌کند».
حسن نصرالله، دبیرکل حزب‌الله لبنان، در اشاره‌ای به الحاق چندین روستای لبنانی در سال ۱۹۴۸، اخراج ساکنان آن‌ها از خانه‌هایشان، مصادره اموال و تخریب آن‌ها، به‌طور علنی در مواردی از سرنوشت قدَس و دیگر روستاهای متوالی یاد کرده است.
دولت لبنان خواستار بازگرداندن این روستا به لبنان است.

## کتابشناسی
- Conder, C.R.; Kitchener, H.H. (1881). The Survey of Western Palestine: Memoirs of the Topography, Orography, Hydrography, and Archaeology. Vol. 1. London: Committee of the Palestine Exploration Fund. (SWP I, pp. 226-227)
- Department of Statistics (1945). Village Statistics, April, 1945. Government of Palestine.
- Guérin, V. (1880). Description Géographique Historique et Archéologique de la Palestine (به فرانسوی). Vol. 3: Galilee, pt. 2. Paris: L'Imprimerie Nationale.
- Hadawi, S. (1970). Village Statistics of 1945: A Classification of Land and Area ownership in Palestine. Palestine Liberation Organization Research Center.
- Hütteroth, Wolf-Dieter; Abdulfattah, Kamal (1977). Historical Geography of Palestine, Transjordan and Southern Syria in the Late 16th Century. Erlanger Geographische Arbeiten, Sonderband 5. Erlangen, Germany: Vorstand der Fränkischen Geographischen Gesellschaft. ISBN 3-920405-41-2.
- Khalidi, W. (1992). All That Remains: The Palestinian Villages Occupied and Depopulated by Israel in 1948. Washington D.C.: Institute for Palestine Studies. ISBN 0-88728-224-5.
- Mills, E., ed. (1932). Census of Palestine 1931. Population of Villages, Towns and Administrative Areas. Jerusalem: Government of Palestine.
- Morris, B. (2004). The Birth of the Palestinian Refugee Problem Revisited. Cambridge University Press. ISBN 978-0-521-00967-6.
- Mukaddasi (1886). Description of Syria, including Palestine. London: Palestine Pilgrims' Text Society. (p. 70)
- Palmer, E.H. (1881). The Survey of Western Palestine: Arabic and English Name Lists Collected During the Survey by Lieutenants Conder and Kitchener, R. E. Transliterated and Explained by E.H. Palmer. Committee of the Palestine Exploration Fund.
- Rhode, H. (1979). Administration and Population of the Sancak of Safed in the Sixteenth Century. Columbia University. Archived from the original on 1 March 2020. Retrieved 9 July 2022.
- Strange, le, G. (1890). Palestine Under the Moslems: A Description of Syria and the Holy Land from A.D. 650 to 1500. Committee of the Palestine Exploration Fund.

به قدَس خوش آمدید
- قدَس، زوکروت
- بررسی فلسطین غربی، نقشه 4: IAA , SWP Wikimedia Commons
- قدَس، از مرکز فرهنگی خلیل سکاکینی
- روستاهای فلسطین - قدَس، خلیل ریزک